# أفضل عرض
أفضل عرض (بالإنجليزية: The Best Offer)‏ هو فيلم دراما أُصدر في إيطاليا سنة 2013. الفيلم من تأليف وإخراج جيوزبي تورنتوري.

## طاقم التمثيل
- جيوفري راش
- دونالد سثرلاند

## القصة
الفيلم يحكي قصة فيرجيل وهو بائع مزاد علني مشهور ويعتبر أحد أفضل الأشخاص بهذا مجال فهو يستطيع بكل بساطة أن يبيع تحف ومقتنيات أثرية وفنية يعود عمرها إلى مئات السنين مقابل ملايين الباوندات في دقائق معدودة. ويمتلك فيرجيل خبرة واسعة باكتشاف القطع الأصلية ويستطيع أن يميزها بنظراته. فيرجيل كرس حياته لعمله لدرجة أنه لم يجد فرصة ليتزوج . حياة فيرجيل تبدأ بالتغير عندما تتصل به فتاة مجهولة مريضة نفسيا وتطلب أن يقييم التحف التي تملكها في منزلها لكي تبيعها في مزاد.

## الميزانية والإيرادات
بلغت تكلفة إنتاج الفيلم حوالي 18,000,000 دولار بينما حقق أرباحاً تقدر بـ 19,057,059 دولار.

## وصلات خارجية
- أفضل عرض على موقع IMDb (الإنجليزية)
- أفضل عرض على موقع ميتاكريتيك (الإنجليزية)
- أفضل عرض على موقع روتن توميتوز (الإنجليزية)
- أفضل عرض على موقع نتفليكس (الإنجليزية)
- أفضل عرض على موقع قاعدة بيانات الأفلام العربية
- أفضل عرض على موقع ألو سيني (الفرنسية)
- أفضل عرض على موقع أول موفي (الإنجليزية)
- أفضل عرض على موقع بوكس أوفيس موجو (الإنجليزية)
- أفضل عرض على موقع فيلمافينيتي (الإسبانية)
- أفضل عرض على موقع قاعدة بيانات الأفلام السويدية (السويدية)